# 乌鲁木齐市第四十九中学
乌鲁木齐市第四十九中学（英文：Urumqi No.49 Middle School）是一所位于中国新疆维吾尔自治区，乌鲁木齐市天山区幸福路北四巷79号的一所小学。学校名称为中学，但其实只有小学部。
学校分为六个年级，每个年级分别有四个班级。
43°47′19″N 87°38′46″E / 43.788712720281914°N 87.64598283829679°E

## 学院
同一学院内有四十九中和幸福中学两个学校。四十九中为小学，幸福中学为初中。

## 设施
学院内设有环形塑胶跑道和小型篮球场，均为初中和小学共用。小学分为两个教学楼，主教学楼和新楼。新楼是由原先的食堂拆除后新修建而成的。所有普通教室均在主教学楼。实验室，音乐教室及室内体育馆设置在新楼。学校还设有多功能厅教室。

## 活动
学校每年会举办运动会和"爱拼才会赢"才艺比赛。每年元旦也会有元旦晚会。
2019年3月29日，学校举办了地四届"弘爱杯"课堂教学大赛。
2019年9月26日，乌鲁木齐市第四十九中学全体学生开展了以“壮丽七十年 我与祖国共奋进”为主题的系列爱国教育活动 。

## 自杀事件
2015年3月31日就读于乌鲁木齐四十九中四年级一班的10岁女学生蒲佳艺在家中自缢身亡。其父蒲小龙于亚心网发布了关于自杀事件的帖子，指责其班主任李倩的对自己女儿的冷暴力行文导致了女儿的自杀，该贴子同时也受到了学生班主任李倩的帖子回复。事后，班主任李倩以侵犯名誉权向乌鲁木齐市天山区人民法院起诉蒲小龙。天山区法院与6月2日开庭审理了该案，当天并未作出任何判决。